# 454 (numero)
Quattrocentocinquantaquattro (454) è il numero naturale dopo il 453 e prima del 455.

## Proprietà matematiche
- È un numero pari.
- È un numero composto.
- È un numero difettivo.
- È un numero semiprimo.
- È un numero di Smith nel sistema numerico decimale.
- È un numero palindromo nel sistema numerico decimale e nel sistema di numerazione posizionale a base 11 (383).
- È un numero nontotiente (per cui la equazione φ(x) = n non ha soluzione).
- È un numero congruente.
- È parte della terna pitagorica (454, 51528, 51530).

## Astronomia
- 454P/PANSTARRS è una cometa periodica del sistema solare.
- 454 Mathesis è un asteroide della fascia principale del sistema solare.
- NGC 454 sono galassie interagenti della costellazione della Fenice.

## Astronautica
- Cosmos 454 è un satellite artificiale russo.